# Wallace County
Wallace County är ett administrativt område i delstaten Kansas, USA, med 1 485 invånare. Den administrativa huvudorten (county seat) är Sharon Springs.

## Geografi
Enligt United States Census Bureau har countyt en total area på 2 367 km². 2 367 km² av den arean är land och 0 km² är vatten.

### Angränsande countyn
- Sherman County - norr
- Logan County - öst
- Wichita County - sydost
- Greeley County - söder
- Cheyenne County, Colorado - väst
- Kit Carson County, Colorado - nordväst

### Orter
- Sharon Springs (huvudort)
- Wallace